# D-Ream
D:Ream is een Britse popgroep, die succes had in het eerste deel van de jaren 90. De band is vooral bekend van de hitsingles Things Can Only Get Better en U R The Best Thing, die in 1994 in de hitlijsten stonden. De band rond zanger Peter Cunnah is afkomstig uit Derry in Noord-Ierland en werkte in verschillende bezettingen. Naast Peter Cunnah en Al Mackenzie deed toetsenist Brian Cox vaak mee bij live-optredens. Cox maakte na zijn carrière in D:Ream faam als natuurkundige en presentator van wetenschappelijke televisieprogramma's.

## Biografie
De eerste single van D:Ream stamt uit 1992: U R The Best Thing haalde de hitlijsten niet, maar dankzij een remix kreeg het nummer wel aandacht van de invloedrijke radio-dj Pete Tong. In het voorjaar van 1993 verscheen Things Can Only Get Better. De band scoorde daarmee een bescheiden hit (#24) in eigen land. U R The Best Thing werd daarna opnieuw uitgebracht en bereikte nu nummer 19 in de hitlijsten. Ook de singles Unforgiven en Star/I Like It haalden de top-30 van de hitlijst.
Genoemde nummers staan allemaal op het debuutalbum D:Ream On Volume 1, dat in oktober 1993 verscheen en op nummer 5 in de albumlijst piekte. De single Things Can Only Get Better werd kort voor de jaarwisseling opnieuw uitgebracht; deze keer met meer succes. Mede omdat D:Ream optrad als support-act bij concerten van de populaire boyband Take That bereikte de single nu de eerste plaats in de Britse hitlijst. Ook in andere Europese landen sloeg het nummer nu aan; in Nederland werd de top-20 gehaald. In maart 1994 verscheen de Perfecto remix van U R The Best Thing op single, goed voor een nummer 4-hit in eigen land en een nummer 25-notering in Nederland.
Hierna beperkte het succes van D:Ream zich vooral tot het Verenigd Koninkrijk, Ierland en Australië. De singles Take Me Away en Blame It On Me haalden nog de hitlijsten. In juni 1995 volgde de eerste single van een nieuw album: Shoot Me With Your Love bereikte nummer 7 in de Britse hitlijst. De singles Party Up The World en The Power (Of All The Love In The World) haalden nog wel de hitlijsten. Het album World, dat in september 1995 verscheen, piekte net als z'n voorganger op nummer 5 in de Britse albumlijst.
Naar verluidt nam D:Ream ook een derde studio-album op, Heap Of Faith, maar dat is nooit uitgebracht. In plaats daarvan verscheen in 1997 een compilatie-album met nummers van de voorgaande studio-albums. Deze compilatie, The Best Of D:Ream, haalde de hitlijsten niet. Hoewel D:Ream in 1997 stopte met optreden, was er dat jaar toch nog een succesje. De Britse Labour Party koos Things Can Only Get Better als hun themasong voor de Lagerhuisverkiezingen. Het nummer haalde opnieuw de Britse hitlijsten en piekte op nummer 19.

## Reünie
Na jarenlange stilte pakte D:Ream de draad weer op in 2008, nadat Cunnah en Mackenzie elkaar bij toeval waren tegengekomen. In september 2009 verscheen de single All Things to All Men, in maart 2011 gevolgd door het album In Memory Of... dat op hun eigen platenlabel werd uitgebracht. Commercieel succes bleef echter achterwege. Hoewel Brian Cox  niet opnieuw toetrad als bandlid, heeft hij wel de toetsenpartij op het nummer Gods In The Making ingespeeld.
Peter Cunnah is buiten D:Ream om ook actief als producer. Verder verzorgde hij de leadzang op de single Love On The Run van Chicane uit 2003.

## Discografie

### Singles
- U R The Best Thing (1992)
- Things Can Only Get Better (1993)
- U R The Best Thing (re-release) (1993)
- Unforgiven (1993)
- Star / I Like It (1993)
- Things Can Only Get Better (re-release) (1993)
- U R The Best Thing (Perfecto remix) (1994)
- Take Me Away (1994)
- Blame It On Me (1994)
- Shoot Me With Your Love (1995)
- Party Up The World (1995)
- The Power (Of All The Love In The World) (1995)
- All Things to All Men (2009)
- Gods In The Making (2011)
- Sleepy Head (2011)

### Albums
- D:Ream On Volume 1 (1993)
- World (1995)
- In Memory Of... (2011)